# Herb Tartu
Herb Tartu przedstawia na czerwonej tarczy herbowej wizerunek bramy w miejskim murze z dwiema wieżami. Wieże ze stożkowymi hełmami, zwieńczone krzyżami. W bramie podniesiona krata, w poprzek bramy zawieszony łańcuch, nad którym znajduje się biała sześcioramienna gwiazda. Nad bramą między wieżami skrzyżowane są klucz i miecz.